# جمال مبارك
جمال مبارك أو جمال محمد حسني سيد مبارك (مواليد 27 ديسمبر 1963،القاهرة) سياسي مصري شغل منصب الأمين العام المساعد وأمين السياسات السابق للحزب الوطني الديمقراطي، وهو الابن الأصغر للرئيس المصري الأسبق حسني مبارك وسوزان مبارك.
انضم جمال مبارك للحزب الوطني الديمقراطي عام 2000. شهد العام 2002 صعوده القوي في سلم الحزب مستغلا نفوذ والده في خطوة تدل على خطة لتوريث الحكم وذلك بتوليه منصب أمين لجنة السياسات التي تولت «رسم السياسات» للحكومة، و«مراجعة مشروعات القوانين» التي «تقترحها حكومة الحزب قبل إحالتها إلى البرلمان». شغل في نوفمبر 2007، تاريخ المؤتمر التاسع للحزب منصب الأمين العام المساعد وأمين السياسات.
مع صعوده السريع وظهوره القوي على الساحة السياسية، أصبح اسمه متداولا كخليفة محتمل لوالده على رأس الحزب ومرشحه للانتخابات الرئاسية القادمة. ورأت عدة شخصيات وقوى سياسية صعوده خطوة لنحو ما أسمته «التوريث» ولكن أنهت ثورة 25 يناير 2011 هذا المخطط. وفي يوم 13 أبريل 2011 صدر قرار بحبسه هو وأخوه ووالده 15 يوم على ذمة التحقيق.
تم تقديمه للمحاكمه بتهمة استغلال النفوذ والتربح عقب ثورة 25 يناير 2011، أما الرئيس حسني مبارك ووزير داخليته السابق حبيب العادلي وستة من رؤساء ومديري الأمن فقد قدموا بتهم التخطيط والتحريض على قتل المتظاهرين في 25 يناير 2011، وظهر لأول مرة في قفص الاتهام في يوم 3 أغسطس 2011 .
في يوم الاثنين 26/1/2015 تم إخلاء سبيل علاء وجمال مبارك نجلي الرئيس الأسبق، وذلك تنفيذا لقرار محكمة جنايات القاهرة الصادر بإخلاء سبيلهما بضمان محل إقامتهما على ذمة قضية قصور الرئاسة.

## حياته
ولد في القاهرة عام 1963، درس المرحلة الابتدائية ب«مدرسة مسز وودلى» الابتدائية بمصر الجديدة بالقاهرة ثم انتقل إلى «مدرسة سان جورج» الإعدادية والثانوية، وحصل على شهادة الثانوية الإنجليزية في العام 1980. تخرج من الجامعة الأمريكية بالقاهرة في مجال إدارة الأعمال وحصل على ماجستير في إدارة الأعمال من نفس الجامعة[بحاجة لمصدر].
بدأ بالعمل ببنك أوف أمريكا «فرع القاهرة»، ثم انتقل إلى فرع لندن حتى وصل إلى منصب نائب مدير الفرع[بحاجة لمصدر]، عمل بصفة عامة في مجال الاستثمار البنكي. وقد حصل على عضوية الروتاري الفخرية في أيار 2001.

## الحزب الوطني الديمقراطي الحاكم
على العكس من أخيه علاء مبارك تواجد جمال بصورة أكبر على الساحة السياسية لمصر. وقد بدأ ظهوره في الحزب الوطني الحاكم بتولي أمانة لجنة الشباب بالحزب وكوَّن جمعية جيل المستقبل والتي عن طريقها يتم تدريب الشباب وتقديم فرص العمل المناسبة لهم. أصبح له وجود على الساحة السياسية المصرية كأمين للجنة السياسات بالحزب حتى فبراير 2011.
تولى جمال مبارك موقعين مهمين في الحزب الحاكم آنذاك وهما: الأمين العام المساعد للحزب الوطني الديموقراطي، وأمين السياسات. ويعزى إلى أمانة السياسات العديد من التعديلات والتغييرات التي شهدها الحزب والنظام السياسي بمصر. (واختلف المصريون في نظرتهم إلى هذه التغييرات ما بين مؤيد ومعارض رافض لظهوره على المسرح السياسي).

## مشروع التوريث
رغم عدم إعلانه عن ذلك ولكن كل الشواهد وشهادة المقربين من دائرة الحكم تدل أن جمال مبارك بدأ في تنفيذ حلمه بوراثة حكم مصر منذ عام 2004 وترك له والده عدة وزارات يعين رجالها بنفسه فظهرت سمة حكومة رجال الأعمال وفي انتخابات عام 2010 تم تزويرها بحيث حصل الحزب الوطني الديمقراطي على أغلبية تجاوزت 95% وكان هذا من أبرز المحركات لثورة الشعب في 25 يناير.

## الانتخابات الرئاسية لعام 2011
رغم أنه لم يذكر أي طموحات لخوضه الانتخابات، إلا أن قوى المعارضة الوطنية وصحف مستقلة وخاصة تناولت وجود «مخطط لتوريث الحكم». أتت هذه الاعتقادات بسبب ظهور جمال مبارك على الساحة السياسية بكثرة منذ انضمامة للحزب الوطني عام 2000 حتى وصولة لمنصب الأمين العام المساعد وأمين سياسات الحزب والتي أرجح البعض أنها لغرض إظهاره للشارع المصري.
وفي يوم 25 يونيو 2010 شهدت بعض مناطق القاهرة وجود ملصقات تدعو «لمبايعة وترشيح جمال مبارك رئيسا لمصر 2011» حملت توقيع الائتلاف الشعبي، والذي يشغل منصب المنسق لهذا الائتلاف هو مجدي الكردي الذي كان بالأصل أحد عناصر الأمن داخل حركة كفاية ثم غيّر اتجاهه إلى الحزب الوطني ودعم جمال مبارك.[بحاجة لمصدر]
عقب احتجاجات شعبية واسعة أدت لتغيرات دراماتيكية في مصر استقال في 5 فبراير 2011 من الحزب الوطني الديمقراطي وأدّت في نهاية الأمر لتنحي والده حسني مبارك عن الرئاسة وتسليمه السلطة لمجلس عسكري لحكم البلاد لفترة انتقالية.
وهو محبوس على ذمة التحقيق حول اتهامه بالاستيلاء على المال العام، والتحريض على قتل المتظاهرين أثناء ثورة 25 يناير 2011.
وفي يوم السبت الموافق 2 يونيو 2012 قضت محكمة جنايات القاهرة برئاسة المستشار أحمد رفعت بانقضاء الدعوة الجنائية ضد جمال مبارك.
وقد قرّر النائب العام المستشار عبد المجيد محمود استمرار الحبس الاحتياطي لجمال وعلاء مبارك على ذمة قضية التلاعب بالبنك الوطني المصري والتلاعب بالبورصة.

## الزوجة
عقد قرانه على خديجة الجمال بالقاهرة في 28 أبريل 2007، وكان الزفاف بشرم الشيخ يوم 4 مايو 2007 وخديجة من مواليد العام 1984، هي ابنة رجل الأعمال محمود الجمال، حصلت على الثانوية العامة من المدرسة الألمانية في القاهرة وتخرجت من قسم إدارة الأعمال بالجامعة الأمريكية بالقاهرة عام 2005. تعرفت على جمال مبارك أثناء مؤتمر سياسي عقدته الجامعة الأمريكية في العام 2005، وبعدها التقيا في مناسبات عدة عائلية، وتمت الخطوبة يوم 3 مارس 2006 في حفل عائلي اقتصر على الأسرتين والأصدقاء المقربين فقط، وأقيم حفل الزفاف في مدينة شرم الشيخ يوم 4 مايو 2007 والذي يصادف يوم عيد ميلاد الرئيس السابق مبارك.
وفي، 23 مارس 2010 أنجبت خديجة ابنتها الأولى «فريدة» وهي أول حفيدة للرئيس المصري السابق حسني مبارك 